# Peter Erofejeff
Peter Erofejeff (Helsinki, 5 januari 1983) is een golfer uit Finland. Hij wordt Patu genoemd.
Peter sloeg op 7-jarige jongen zijn eerste golfballen terwijl hij voor zijn vader aan het caddieën was. Hij had een goede amateurscarrière, die van 2004-2006 wat verstoord werd door de militaire dienst. Toen hij in 2006 professional werd, had hij handicap +2.
In 2012 ging hij voor de vijfde keer naar de Tourschool. Toen hij ook de 5de ronde van de Final Stage mocht spelen, viel dat samen met de dag dat zijn eerste kind geboren zou worden. De baby wachtte tot hij terug was en hij eindigde de Tourschool op de 5de plaats.
In 2013 speelt hij zijn rookieseizoen op de Europese PGA Tour. Hij miste de eerste drie cuts. Zijn coach is Mikael Piltz (1967), die in de jaren 90 op de Challenge Tour speelde. 